# ژاکویی
ژاکویی (به پرتغالی: Jacuí) یک منطقهٔ مسکونی در برزیل است که در میناز ژرایس واقع شده‌است. ژاکویی ۴۰۹٫۷۳۸ کیلومتر مربع مساحت و ۷٬۶۹۱ نفر جمعیت دارد.